# セドリック・マブワティ
セドリック・マブワティ・ジェラルド (Cedrick Mabwati Gerard、1992年3月8日 - )  は、コンゴ民主共和国・キンシャサ出身のサッカー選手。マルベジャFC所属。元コンゴ民主共和国代表。

## 経歴

### プロ入り前
13歳でアトレティコ・マドリードのカンテラに入団した。

### プロ
アトレティコ・マドリードBで数年過ごしたが、トップチームでの出場機会は少なかった。2010-2011シーズンには、セグンダ・ディビシオンの、CDヌマンシアに期限付き移籍した。
ヌマンシアでは多くの試合に出場し、2010-2011シーズンには、40試合出場、9得点と結果を残した。すると翌年には、ヌマンシアへ完全移籍し背番号を10に変え、チームに貢献した。2012-2013シーズンも、37試合3ゴールと結果を残したが、そのシーズン終了後当時プリメーラ・ディビシオンに位置していた、レアル・ベティスへ完全移籍で加入した。
ベティスに移籍後、開幕戦のレアル・マドリード戦でプリメーラ・ディビシオンデビューすると、先制点をアシストし、UEFAヨーロッパリーグにデビューした。チームは、最下位でセグンダ・ディビシオンに降格した。次のシーズンになると、出場機会を失い、シーズン中にCAオサスナへ期限付き移籍した。その後、アメリカ・オハイオ州コロンバスをホームタウンとする、MLS・コロンバス・クルーと契約を締結したが、ヨーロッパのシーズン終了まで、オサスナでのプレーを続けた。コロンバス・クルーでは、2015シーズンにMLSで準優勝した。
2016シーズンが終了するまでコロンバス・クルーでプレーすると、UCAMムルシアへ加入。約2年半ぶりに、スペインのクラブに加入した。

## 個人成績

### 国内大会の成績
| 国内大会個人成績 | 国内大会個人成績         | 国内大会個人成績 | 国内大会個人成績 | 国内大会個人成績 | 国内大会個人成績 | 国内大会個人成績 | 国内大会個人成績 | 国内大会個人成績 | 国内大会個人成績 | 国内大会個人成績 | 国内大会個人成績 |
| 年度             | クラブ                   | 背番号           | リーグ           | リーグ戦         | リーグ戦         | リーグ杯         | リーグ杯         | オープン杯       | オープン杯       | 期間通算         | 期間通算         |
| 年度             | クラブ                   | 背番号           | リーグ           | 出場             | 得点             | 出場             | 得点             | 出場             | 得点             | 出場             | 得点             |
| スペイン         | スペイン                 | スペイン         | スペイン         | リーグ戦         | リーグ戦         | 国王杯           | 国王杯           | オープン杯       | オープン杯       | 期間通算         | 期間通算         |
| ---------------- | ------------------------ | ---------------- | ---------------- | ---------------- | ---------------- | ---------------- | ---------------- | ---------------- | ---------------- | ---------------- | ---------------- |
| 2009-10          | アトレティコ・マドリード | 57               | プリメーラ       | 0                | 0                | 1                | 0                | -                | -                | 1                | 0                |
| 2010-11          | ヌマンシア               | 49               | セグンダ         | 40               | 9                | 1                | 0                | -                | -                | 41               | 9                |
| 2011-12          | ヌマンシア               | 10               | セグンダ         | 31               | 1                | 2                | 0                | -                | -                | 33               | 1                |
| 2012-13          | ヌマンシア               | 10               | セグンダ         | 37               | 3                | 0                | 0                | -                | -                | 37               | 3                |
| 2013-14          | ベティス                 | 22               | プリメーラ       | 23               | 0                | 1                | 0                | -                | -                | 24               | 0                |
| 2014-15          | ベティス                 |                  | セグンダ         | 0                | 0                | 0                | 0                | -                | -                | 0                | 0                |
| 2014-15          | オサスナ                 | 17               | セグンダ         | 30               | 0                | 0                | 0                | -                | -                | 30               | 0                |
| アメリカ         | アメリカ                 | アメリカ         | アメリカ         | リーグ戦         | リーグ戦         | リーグ杯         | リーグ杯         | USオープン杯     | USオープン杯     | 期間通算         | 期間通算         |
| 2015             | コロンバス・クルー       | 11               | MLS              | 13               | 1                | -                | -                | 0                | 0                | 13               | 1                |
| 2016             | コロンバス・クルー       |                  | MLS              | 17               | 1                | -                | -                | 0                | 0                | 17               | 1                |
| スペイン         | スペイン                 | スペイン         | スペイン         | リーグ戦         | リーグ戦         | 国王杯           | 国王杯           | オープン杯       | オープン杯       | 期間通算         | 期間通算         |
| 2016-17          | UCAMムルシア             | 12               | セグンダ         | 4                | 0                | 0                | 0                | -                | -                | 4                | 0                |
| 通算             | スペイン                 | スペイン         | プリメーラ       | 23               | 0                | 2                | 0                | -                | -                | 25               | 0                |
| 通算             | スペイン                 | スペイン         | セグンダ         | 142              | 13               | 3                | 0                | -                | -                | 145              | 13               |
| 通算             | アメリカ                 | アメリカ         | MLS              | 30               | 2                | -                | -                | 0                | 0                | 30               | 2                |
| 総通算           | 総通算                   | 総通算           | 総通算           | 195              | 15               | 5                | 0                | 0                | 0                | 200              | 15               |

### 公式戦におけるその他の記録
- プリメーラ・ディビシオン初出場 - 2013年8月18日プリメーラ・ディビシオン第1節　レアル・マドリード戦

## 代表成績

### 出場大会
- U-20 コンゴ民主共和国代表
- コンゴ民主共和国代表
  - アフリカネイションズカップ2015

### 試合数
| コンゴ民主共和国代表 | 国際Aマッチ | 国際Aマッチ |
| 年                   | 出場        | 得点        |
| -------------------- | ----------- | ----------- |
| 2014                 | 6           | 0           |
| 2015                 | 10          | 0           |
| 2016                 | 1           | 0           |
| 通算                 | 17          | 0           |

## タイトル
- UEFAヨーロッパリーグ
  - 2009-2010
- コパ・デル・レイ
  - 2009-2010
- メジャーリーグ・サッカー
  - 2015